# Pat Smythe
Patrick Mungo Smythe (Edinburgh, mei 1923 – 1983) was een Schotse jazzpianist, die tijdens de jaren 1960 bekend werd als lid van het Joe Harriott Quintet.

## Biografie
Smythe werd geboren in Edinburgh, Schotland, als zoon van een advocaat in Edinburgh. Hij volgde zijn opleiding aan het Winchester College en ging rechten studeren aan de Universiteit van Oxford. De Tweede Wereldoorlog onderbrak zijn studie toen hij in dienst trad bij de Royal Air Force, waar hij vijf jaar diende als nachtjagerpiloot. Na de oorlog hervatte hij zijn juridische studie, dit keer aan de Universiteit van Edinburgh, waar hij ook werd erkend als een getalenteerd klassiek en jazzpianist. Na zijn afstuderen bracht hij een aantal jaren door in het advocatenkantoor van zijn vader, voordat hij eind jaren 1950 Edinburgh verliet naar Londen op zoek naar een professionele carrière in de muziek.
Na een korte samenwerking met de Jamaicaanse trompettist Dizzy Reece, trad hij in mei 1960 toe tot het kwintet onder leiding van de Jamaicaanse altsaxofonist Joe Harriott. Harriott was bezig met het hervormen van zijn band om zijn revolutionaire vorm van freejazz te gaan spelen en hij rekruteerde Smythe specifiek vanwege zijn bereidheid en vermogen om deze muziek te spelen, die in die tijd in Europa ongehoord was. Smythe's gracieuze, lyrische frasen waren de perfecte aanvulling op Harriotts steeds abstractere spel en ook op de explosieve trompet en bugel van Shake Keane. Smythe, bassist Coleridge Goode en drummers Phil Seamen en (later) Bobby Orr combineerden moeiteloos om volledige realisatie te brengen van Harriotts concept van complete ensemble-interactie ten koste van de traditionele rollen van solist en begeleider. De centrale rol van Smythe benadrukte inderdaad een van de belangrijkste verschillen tussen Harriott en zijn Amerikaanse tegenhanger Ornette Coleman, die de harmonische kwaliteiten van de piano als onverenigbaar beschouwde met zijn eigen soort van vrije improvisatie.
Het Harriott-kwintet bleef bij elkaar tot 1965 en nam de drie baanbrekende albums Free Form, Abstract en Movement op, terwijl het ook een langdurige residentie had in de Marquee Club in Soho. Smythe bleef bij Harriott na de ontbinding van het kwintet en werd een belangrijk lid van de band Indo-Jazz Fusions, mede geleid door Harriott en de Indiase componist en violist John Mayer. Dit dubbelkwintet van vijf Indiase en vijf jazzmuzikanten had tot doel, Indiase ragastructuren te laten samensmelten met jazzimprovisatie, door uitvoerig op te treden en op te nemen, tot het vertrek van Harriott het project in 1969 beëindigde. Met zijn kennis van Indiase raga's werd Smythe door Mayer beschouwd als de brug tussen de twee kampen.
In een diverse carrière werkte en nam hij op met vele andere grote namen in de jazz, toen ze door Groot-Brittannië reisden, waaronder Stan Getz, Paul Gonsalves, Ben Webster, Eddie Lockjaw Davis, Zoot Sims en Bob Brookmeyer. Hij werkte voornamelijk als begeleider in de Londense clubs in de jaren 1970, waar hij de Schotse jazzvocaliste Carol Kidd op de voorgrond bracht. Na een lange ziekte stierf hij in 1983 in Londen, Engeland. De Pat Smythe Memorial Trust werd twee jaar later opgericht als een geregistreerde liefdadigheidsinstelling om financiële prijzen uit te reiken aan jonge jazzmuzikanten met uitzonderlijk talent. Het werd volledig gefinancierd uit benefietconcerten en reikte prijzen uit aan musici als Julian Arguelles en Jason Rebello. De stichting is nu opgeheven.

## Overlijden
Pat Smythe overleed in 1983 op ca. 60-jarige leeftijd.

## Discografie

### Als leader
- 2012: UK Live: with Eddie Davis & Harold McNair 1967 Vol. 1 (Jazzhus Disk)
- 2012: UK Live: with Eddie Davis & Harold McNair 1967 Vol. 2 (Jazzhus Disk)

### Als sideman
Met Joe Harriott
- 1961: Free Form (Jazzland)
- 1963: Abstract (Capitol)
- 1964: Movement (Columbia)
- 1965: High Spirits (Columbia)
- 1968: Personal Portrait (Columbia)
- 1970: Swings High (Melodisc)
- 2000: Genius (Jazz Academy)
- 2009: BBC Jazz for Moderns (Gearbox)
- 2011: Journey (Moonlight Tunes)
- 1966: Indo-Jazz Suite met John Mayer (Columbia)
- 1967: Indo-Jazz Fusions met John Mayer (Columbia)
- 1968: Indo-Jazz Fusions II met John Mayer (Columbia)

Met anderen
- 1964: Paul Gonsalves, Boom-Jackie-Boom-Chick (Vocalion)
- 1967: Shake Keane, That's the Noise (Ace of Clubs)
- 1976: The King's Singers, Swing (EMI)
- 1980: Elaine Delmar, Elaine Delmar and Friends (Polydor)
- 2004: Gilles Peterson, Impressed 2 (Universal)

- Bibliothèque nationale de France: cb13899886r (data)
- Gemeinsame Normdatei: 1131905466
- International Standard Name Identifier: 0000 0004 5315 9971
- Library of Congress Control Number: n86002328
- MusicBrainz: 4aa76999-5dc5-4fd9-a92d-4670991cbb17
- Virtual International Authority File: 65479092
- WorldCat: E39PBJwmXYyPR7rYQpxB4Qhrbd